# 教育局 (香港)
教育局（英語：Education Bureau，简称）是香港特別行政區政府的決策局之一，專責制定及推行香港教育政策，涵蓋學前教育、中小學教育、高等教育及持續教育等範疇。現任局長為蔡若蓮，她於2022年7月1日接替楊潤雄出任此職，副局長為施俊輝，常任秘書長為陳穎韶，政治助理為蕭嘉怡。

## 歷史
1847年12月6日，第二任香港總督戴維斯成立“教育委員會”，調查香港學校情況，正式把教育提上殖民地政府議程。
1865年6月30日，由督學掌管的“官校署”（其後稱為教育司署）成立，取代志願性質的“教育委員會”，這標誌著香港教育決策的轉變。
1913年8月8日，港英政府经立法局通过了《1913年教育条例》，这是香港有史以来首次经由立法程序通过的教育规例。《教育条例》规定，所有学校（获得特别豁免者除外）一律要依法向教育司署註册，并要遵守《教育条例》的各项规定。
1977年10月，音樂事務統籌處成立，隸屬教育司署。
1980年11月，根據《麥健時報告書》，港英政府將教育司署分為隸屬布政司署之政策科（「科」）及負責執行及落實政策的「署」，教育司署改組為教育科及教育署。
1983年，港英政府把社會事務科（後更名為衛生福利科）轄下勞工事務撥歸教育科管轄，並且把原由教育署負責之職業訓練工作移交職業訓練局管理。教育科除了有關教育事務以外，亦兼顧香港的人力培訓及勞工事務，並接管勞工處。隨著職能的擴大，教育科亦改名為教育統籌科（Education and Manpower Branch）。
1994年9月1日，教育署「延續教育部」轄下的五所教育學院併入香港教育學院，並在20年後升格為大學，自此教育署不再管理任何專上院校。
1997年7月1日，香港主權移交，教育統籌科更名為教育統籌局（Education and Manpower Bureau）。
2002年7月1日，香港特別行政區行政長官董建華推行主要官員問責制，並將香港特區政府各政策局重組為十一局；負責勞工事務的勞工處撥歸經濟發展及勞工局。
2003年1月，由於香港特區政府財政赤字嚴重，政府需要精簡人手，所以實行「局署合併」，把轄下的教育署及教育統籌局合併為新的教育統籌局。
2007年7月1日，教育統籌局改稱教育局，繼續負責教育政策方面的職責。

## 組織架構
延續及高等教育科
- 高等教育分部
- 延續教育分部
- 新聞及公共關係組
- 對外連繫組

策劃，基建及學位分配科
- 基礎建設，國際學校及統計分部
- 教育統籌委員會及策劃分部

學校發展及行政科
- 學校發展分部
- 學校行政分部
- 幼稚園教育分部

專業發展及特殊教育科
- 專業發展及培訓分部
- 特殊教育分部

課程及質素保證科
- 教育基建分部
- 課程發展處
- 質素保證分部
- 課程支援分部

機構事務科
- 行政分部
- 財政分部
- 資訊科技管理分部

## 管轄部門、商營及公營機構
- 公益少年團
- 大學教育資助委員會秘書處
- 在職家庭及學生資助事務處
- 學生資助處
- 大學教育資助委員會
- 香港考試及評核局
- 香港教育城
- 香港學術及職業資歷評審局
- 職業訓練局
- 教育統籌委員會
- 家庭與學校合作事宜委員會

## 歷任首長

### 局長
| 任                               | 姓名                             | 姓名                             | 任期                               | 任期                               | 任期                               | 政黨                             | 政黨                             | 行政長官                         |                                  |                                  |
| 任                               | 姓名                             | 姓名                             | 上任                               | 離任                               | 時長                               | 政黨                             | 政黨                             | 行政長官                         |                                  |                                  |
| 教育統籌局局長（1997年－2007年） | 教育統籌局局長（1997年－2007年） | 教育統籌局局長（1997年－2007年） | 教育統籌局局長（1997年－2007年）   | 教育統籌局局長（1997年－2007年）   | 教育統籌局局長（1997年－2007年）   | 教育統籌局局長（1997年－2007年） | 教育統籌局局長（1997年－2007年） | 教育統籌局局長（1997年－2007年） | 教育統籌局局長（1997年－2007年） | 教育統籌局局長（1997年－2007年） |
| -------------------------------- | -------------------------------- | -------------------------------- | ---------------------------------- | ---------------------------------- | ---------------------------------- | -------------------------------- | -------------------------------- | -------------------------------- | -------------------------------- | -------------------------------- |
| 1                                |                                  | 王永平                           | 1997年7月1日                       | 2000年7月3日                       | 3年2天                             |                                  | 無黨籍                           | 董建華                           |                                  |                                  |
| 2                                |                                  | 羅范椒芬                         | 2000年7月3日                       | 2002年6月30日                      | 1年362天                           |                                  | 無黨籍                           | 董建華                           |                                  |                                  |
| 3                                |                                  | 王永平                           | 公務員事務局局長兼任教育統籌局局長 | 公務員事務局局長兼任教育統籌局局長 | 公務員事務局局長兼任教育統籌局局長 |                                  | 無黨籍                           | 曾蔭權                           |                                  |                                  |
| 3                                | 2002年7月1日                     | 王永平                           | 2002年7月31日                      | 30天                               |                                    |                                  | 無黨籍                           | 曾蔭權                           |                                  |                                  |
| 4                                |                                  | 李國章                           | 2002年8月1日                       | 2007年6月30日                      | 4年334天                           |                                  | 無黨籍                           | 曾蔭權                           |                                  |                                  |
| 教育局局長（2007年－）           |                                  |                                  |                                    |                                    |                                    |                                  |                                  |                                  |                                  |                                  |
| 1                                |                                  | 孫明揚                           | 2007年7月1日                       | 2012年6月30日                      | 5年0天                             |                                  | 無黨籍                           | 曾蔭權                           |                                  |                                  |
| 2                                |                                  | 吳克儉                           | 2012年7月1日                       | 2017年6月30日                      | 5年0天                             |                                  | 無黨籍                           | 梁振英                           |                                  |                                  |
| 3                                |                                  | 楊潤雄                           | 2017年7月1日                       | 2022年6月30日                      | 5年0天                             |                                  | 無黨籍                           | 林鄭月娥                         |                                  |                                  |
| 4                                |                                  | 蔡若蓮                           | 2022年7月1日                       | 現任                               | 3年35天                            |                                  | 無黨籍                           | 李家超                           |                                  |                                  |

### 副局長
- 陳維安 （2008年7月24日—2012年6月30日）[a]
- 楊潤雄 （2012年11月5日—2017年6月30日）
- 蔡若蓮 （2017年8月2日—2022年6月30日）
- 施俊輝 （2022年7月25日—）

### 常任秘書長
- 羅范椒芬（2002年7月─2006年10月）[b]
- 黃鴻超（2006年10月31日—2007年6月30日）
- 黃鴻超（2007年7月1日─2010年12月）
- 謝凌潔貞（2010年12月13日—2015年1月18日）
- 黎陳芷娟（2015年1月19日—2017年7月4日）
- 楊何蓓茵（2017年7月26日—2020年8月6日）
- 李美嫦 （2020年8月7日—2025年7月1日）
- 陳穎韶  (2025年7月2日—）

### 政治助理
- 楊哲安（2008年9月1日—2012年6月30日）[c]
- 施俊輝（2012年11月5日—2017年6月30日、2017年8月23日—2022年6月30日）
- 蕭嘉怡（2022年7月25日—）

## 爭議

### 干預學界辯論比賽
2020年1月，香港學界辯論聯會舉辦的辯論比賽辯題因涉反修例風波，接連遭教聯會及親中派組織施壓。教育局亦逐間致電參賽學校施壓要求學校退賽，甚至索取不願退賽的學生名單。有受訪者表示，辯論比賽有正反雙方的討論，可建立可推翻，不會出現政治宣傳的情況，教育局不應向學校施壓。接獲查詢時，教育局未有回應曾否致電施壓，反指比賽帶強烈政治宣傳。其後，有19間學校退賽。

### 表示沒有香港三權分立制度
2020年8月31日，楊潤雄於宣佈全香港學校下月復課的記者會上，回應有通識科教科書出版社，接受當局諮詢計劃後，刪走書上有關香港實行三權分立的內容時，表示香港無論主權移交前及移交後，都沒有三權分立制度，此點需要在教科書上說出。翌日，行政長官林鄭月娥於記者會上公開表示完全支持楊潤雄的說法，指香港無三權分立。強調行政、立法和司法機關互相配合和制衡，但都是要經行政長官向中央負責。形容香港的三權關係是各司其職，希望可以互相配合。教育局網站曾存取2011年法官陳兆愷所撰寫的簡報《基本法、法治與香港的優勢》，文件當中的「法治作為一種制度」章節，列出了「權力分立（或稱三權）」，解釋政府的職能可由立法、行政及司法機關執行各別的功能，又指機關的設置能避免權力集中和權力濫用。相關文件隨後被刪除。

### 涉嫌違反「殘疾人權利公約」
聯合國《殘疾人權利公約》自2008年8月31日起對中華人民共和國生效，並適用於香港特別行政區。這意味著香港必須跟隨中國遵守《殘疾人權利公約》的相關條文。聾人機構「龍耳」創辦人邵日贊指出，根據《公約》第21條，締約方應採取措施，包括承認和推廣手語的使用，確保殘疾人能夠有獲得信息的機會。目前，教育局不但沒有承認手語地位，更剝奪聾童透過手語吸收知識的機會，涉嫌違反「殘疾人權利公約」。前教育局官員指出，政府要面對聾童需要，不是單靠助聽儀器、口語訓練就可以完全解決聾童每天面對的困難。
在2024年1月，中國為進一步落實《殘疾人權利公約》，中國殘聯辦公廳及教育部辦公廳聯合發出通知，要求充分發揮特殊教育學校的基礎作用，加快在這些學校推廣使用國家通用手語和國家通用盲文。通知明確要求到2025年，中國招收聽障和視障學生的特殊教育學校將普遍使用國家通用手語和國家通用盲文，師生將達到相應水平，並逐步在教育教學活動中規範使用。此外，通知還要求特殊學校進一步強化國家通用手語和國家通用盲文的使用意識，堅持推廣與教育教學工作相互促進，制定切實措施，要求學校領導、班主任學習，特殊教育教師在教育教學活動中"備手語、備盲文"，並定期組織考核。
然而，截至目前，教育局尚未宣布是否會跟隨中國推廣使用香港手語及盲文。也未知會否效仿中國的要求，即到2025年特殊教育學校的師生須達到使用手語和盲文的相應水平，並逐步在教育教學活動中規範使用。

### 「打羽毛球」教材爭議
2024年，香港教育局推出的初中「公民、經濟與社會科」課程教材提及，學生須學習如何控制性衝動。其中一份工作紙亦讓學生代入一些模擬情境，分析行為可能引發的後果及作出抉擇。例如與對方二人獨處在家溫習，如果對方怕熱除下外套，只餘下背心及依偎在自己肩膊上，自己感到興奮及有些生理反應，應該如何是好？參考答案為「立即離開現場」，或「一起到運動場打羽毛球」等，令「打羽毛球」成為網上熱話，變成新性暗示潮語。

## 外部連結
- 香港特別行政區政府 教育局（页面存档备份，存于）

| 新頭銜                      | 英屬香港教育委員會 · 1860年後改組為教育局 | 繼任： · 英屬香港教育司     |
| 前任： · 英屬香港教育委員會 | 英屬香港教育司                            | 繼任： · 日佔香港文教課     |
| 前任： · 英屬香港教育司     | 日佔香港文教課                            | 繼任： · 英屬香港教育司     |
| 前任： · 日佔香港文教課     | 英屬香港教育司                            | 繼任： · 英屬香港教育統籌局 |
| 前任： · 日佔香港文教課     | 英屬香港教育司                            | 繼任： · 英屬香港教育署     |
| 前任： · 英屬香港教育司     | 英屬香港教育統籌司                        | 繼任： · 香港教育統籌局     |
| 前任： · 英屬香港教育司     | 英屬香港教育署 · 1980年 - 1997年          | 繼任： · 香港教育署         |
| 前任： · 英屬香港教育司     | 香港教育統籌司                            | 繼任： · 香港教育統籌局     |
| 前任： · 英屬香港教育署     | 香港教育署 · 1997年 - 2003年              | 繼任： · 香港教育統籌局     |
| 前任： · 香港教育統籌局     | 香港教育統籌局                            | 繼任： · 香港教育局         |
| 前任： · 香港教育署         | 香港教育統籌局                            | 繼任： · 香港教育局         |